# Вески (Верона)
Вески је насеље у Италији у округу Верона, региону Венето.
Према процени из 2011. у насељу је живело 28 становника. Насеље се налази на надморској висини од 174 м.